# Vladímir Makogónov
Vladímir Andréyevich Makogónov Владимир Андреевич Макогонов (27 de agosto de 1904-2 de enero de 1993) fue un ajedrecista soviético. Nació en Najicheván pero vivió en Bakú durante gran parte de su vida. Se convirtió en Maestro Internacional en 1950 y se le concedió el título de Gran Maestro Internacional honorario en 1987.
Makogónov nunca fue muy conocido fuera de la URSS, pero fue muy respetado en su país como jugador y entrenador. Fue uno de los jugadores más fuertes de los años 1940: Chessmetrics calcula su clasificación histórica más alta como 2735 en octubre de 1945 y su mejor puesto mundial histórico como quinto en julio de 1945. Fue cinco veces campeón de Azerbaiyán desde 1947 hasta 1952 y jugó en ocho Campeonatos de la URSS entre 1927 y 1947, su mejor resultado fue 4º en 1937 y un empate por la cuarta plaza en 1939.
Sus resultados más notables en torneos son un empate por la tercera plaza en Leningrado-Moscú (1939) detrás de Salomon Flohr y Samuel Reshevsky y una segunda plaza en Sverdlovsk (1943) detrás de Mijaíl Botvínnik, pero delante de Vasili Smyslov y Isaak Boleslavski. En 1942, derrotó a Salo Flohr en un match a doce partidas celebrado en Bakú por un marcador de 7.5-4.5. Jugó en el Tablero 9 en el match por radio URSS-EE. UU., derrotando a Abraham Kupchik 1.5-0.5. Paró de jugar en competición en los años 1950. Falleció el 2 de enero de 1993 a los 89 años de edad.
Como jugador, Makogónov fue conocido por su estilo posicional. Hizo varias contribuciones a la teoría de aperturas, existe una Variante Makogónov en la Defensa india de rey (1.d4 Cf6 2.c4 g6 3.Cc3 Ag7 4.e4 d6 5.h3) y en la Defensa Grünfeld (1.d4 Cf6 2.c4 g6 3.Cc3 d5 4.Cf3 Ag7 5.e3 0-0 6.b4). Ayudó a desarrollar el Sistema Tartakower del Gambito de dama, que es llamado el Sistema Tartakower-Makogónov-Bondarevski. 
Makogónov también fue muy conocido como entrenador de ajedrez. Ayudó a Vasili Smyslov a preparar su match por el Campeonato del mundo de ajedrez de 1957 contra Mijaíl Botvínnik. Entrenó a Vladímir Bagírov y a Genrij Chepukaitis y por recomendación de Botvínnik, se convirtió en uno de los primeros profesores de Gari Kaspárov. Su hermano, Mijaíl Makogónov (1900-1943), fue también un maestro de ajedrez, los dos empataron en el primer campeonato de ajedrez de Bakú en 1923.